# 暴泳鱷
暴泳鱷屬（學名：Tyrannoneustes），是地蜥鱷科中的一个属，其學名的意思為「殘暴的水中生物」，生活於侏羅紀，化石發現於英國。